# 蒂芬镇区 (俄亥俄州亚当斯县)
蒂芬镇区是美国俄亥俄州亚当斯县的一个镇区，2010年美国人口普查时有5560人居住在该镇区。
俄亥俄州的另一个蒂芬镇区位于迪法恩斯县。

## 地理
蒂芬镇区位于亚当斯县中心，与以下镇区接壤：
- 奥利弗镇区 - 北
- 梅格斯镇区- 东北
- 布拉什克里克镇区 - 东
- 门罗镇区 - 南
- 利伯蒂镇区 - 西
- 韦恩镇区 - 西北

亚当斯县的县治西尤宁位于蒂芬镇区的西南。

## 历史
蒂芬镇区设立于1806年，命名源自俄亥俄州第一任州长爱德华·蒂芬。

## 政府
镇区有3人组成的理事会管理。理事会理事选举在奇数年11月举行，并在来年1月1日开始四年任期。两名理事的选举在总统选举后一年举行，另一名的选举在总统选举前一年举行。镇区财务官亦由选举产生，与一名镇区理事选举同时举行，不过在来年4月1日才开始四年任期。若财务官或理事职位有空缺，将由剩余理事填补。